# Breyers
Breyers är ett amerikanskt varumärke för glass. Varumärket hade år 2015 en total försäljning på 960 miljoner amerikanska dollar. Breyers ägs av det brittiska livsmedelsjätten Unilever sedan 1993.

## Historik
Varumärket härrör från 1866 när William A. Breyer startade en glasstillverkning i Philadelphia i Pennsylvania. 1882 öppnade han sin första glassbutik, ytterligare fem öppnades strax efteråt. Glassförsäljningen slog i taket och de tvingades uppföra glassfabriker åren 1896, 1904, 1925 och 1927 för att kunna möta efterfrågan från konsumenterna. 1926 såldes glasstillverkaren till National Dairy Products Company/Corporation, som blev i senare skede Kraft Foods Inc. och sedan 2012 Kraft Foods och ingår i Kraft Heinz. Breyers och deras största konkurrent Dreyer's slöt ett avtal med varandra att inte försvåra för konsumenter vid företagens marknadsföring av sina respektive produkter. Avtalet kom till efter att Dreyer's började söka sig österut i USA för nya glassmarknader, för att undvika missförstånd med Breyers, använde de sig av ett nytt varumärke i Edy's, efter deras medgrundare Joseph Edy. Breyers brukade köra med "It's Breyers with a B" i sin marknadsföring. Breyers hade till och med en marknadsföringskampanj där man hade produkter från båda för att visa på skillnaden för konsumenter. Kampanjen avbröts dock efter att Dreyer's sa ifrån, de tyckte att det kunde uppfattas om att deras glass var ej äkta, vilket Breyers ansåg att det var informativt för konsumenten att informera om att Dreyer's hade majssirap och livsmedelsfärgämnen i sina glassar, vilket Breyers inte hade. 1993 sålde Kraft sina amerikanska glassvarumärken och rättigheter till Unilever, de behöll dock rättigheterna till att använda bland annat Breyers varumärke för andra produkter som inte var glass. I början av 2010-talet ändrades glassreceptet så pass mycket att mejerifettet understiger 10 % samt att det är för mycket tillsatt luft i glassen, Breyers tvingades juridiskt byta produktkategori från "glass" till "fryst mejeridessert". Breyers försvarade dock beslutet med att mena att slutprodukten får en mycket mer slätare textur med det nya receptet.